# Ce n'est rien
"Ce n'est rien" is een nummer van de Franse zanger Julien Clerc. Het nummer werd uitgebracht op zijn album Niagara uit 1971. Dat jaar werd het nummer uitgebracht als de eerste single van het album.

## Achtergrond
De tekst van "Ce n'est rien" is geschreven door Étienne Roda-Gil, terwijl de muziek is geschreven door Julien Clerc. Het nummer is geproduceerd door Jean-Claude Petit. De titel is naar het Nederlands te vertalen als "Het is niets". Het werd in Frankrijk en Wallonië in 1971 als single uitgebracht. In Frankrijk behaalde het nummer de zevende plaats, terwijl in de voorloper van de Waalse Ultratop 50 de vierde plaats werd gehaald. In Nederland kwam het in 1974 pas uit als single; het kwam tot plaats 16 in de Top 40 en tot plaats 23 in de Nationale Hitparade.
"Ce n'est rien" was in 1974 gecoverd door Barbara, die het zong in duet met Clerc, en in 1984 door Hervé Vilard op zijn album Les chansons que j'aime. Daarnaast zette Jan Keizer het nummer in 2000 op zijn eerste solo-album L'aventure. In 2019 scoorden Clerc en Zaz in Vlaanderen een klein hitje met een nieuwe versie; het behaalde de Ultratop 50 weliswaar niet, maar kwam wel in de "Bubbling Under"-lijst terecht.

## Hitnoteringen

### Nederlandse Top 40
| Hitnotering: 19-10-1974 t/m 09-11-1974 | Hitnotering: 19-10-1974 t/m 09-11-1974 | Hitnotering: 19-10-1974 t/m 09-11-1974 | Hitnotering: 19-10-1974 t/m 09-11-1974 | Hitnotering: 19-10-1974 t/m 09-11-1974 | Hitnotering: 19-10-1974 t/m 09-11-1974 |
| Week                                   | 1                                      | 2                                      | 3                                      | 4                                      |                                        |
| -------------------------------------- | -------------------------------------- | -------------------------------------- | -------------------------------------- | -------------------------------------- | -------------------------------------- |
| Nummer                                 | 23                                     | 16                                     | 19                                     | 35                                     | uit                                    |

### Nationale Hitparade
| Hitnotering: 26-10-1974 t/m 02-11-1974 | Hitnotering: 26-10-1974 t/m 02-11-1974 | Hitnotering: 26-10-1974 t/m 02-11-1974 | Hitnotering: 26-10-1974 t/m 02-11-1974 |
| Week                                   | 1                                      | 2                                      |                                        |
| -------------------------------------- | -------------------------------------- | -------------------------------------- | -------------------------------------- |
| Nummer                                 | 23                                     | 28                                     | uit                                    |

### NPO Radio 2 Top 2000
| Nummer met noteringen in de NPO Radio 2 Top 2000 | '03  | '04 | '05 | '06  | '07 | '08  | '09-'11 | '12  |
| ------------------------------------------------ | ---- | --- | --- | ---- | --- | ---- | ------- | ---- |
| Ce n'est rien                                    | 1893 | -   | 854 | 1475 | -   | 1910 | -       | 1945 |

1. ↑  Een '-' betekent dat het nummer niet was genoteerd en een vetgedrukt getal geeft de hoogste notering aan.
2. ↑  2003 was het eerste jaar met een notering voor dit nummer.
3. ↑  Deze tabel is bijgewerkt tot en met de laatste editie (2024).